# Амро Тарек
Амро Тарек Абдель-Азиз (араб. عمرو طارق‎; 17 мая 1992, Лос-Анджелес, США) — египетский футболист, защитник. Выступал за сборную Египта.

## Клубная карьера
Тарек начал карьеру в клубах «Асьют Цемент» и ЕНППИ.
В 2010 году он переехал в Германию, где стал заниматься в академии «Магдебурга» и даже сыграл несколько матчей за дубль. Позже Амро играл за дублирующие составы «Фрайбурга» и «Вольфсбурга».
В 2013 году он вернулся на родину в «Эль-Гуна» и дебютировал в чемпионате Египта.
Летом 2015 года Амро перешёл в испанский «Бетис». Сумма трансфера составила 300 тыс. евро.
В феврале 2016 года Тарек отправился в аренду в американский «Коламбус Крю» до конца года. 16 апреля 2016 года в матче против «Нью-Йорк Сити» он дебютировал в MLS, выйдя на замену на финальные минуты. 5 мая 2016 года «Крю» отчислил Тарека.
В том же году Тарек вернулся в Египет и играл за ЕНППИ и «Вади Дегла».
В начале 2018 года Амро на правах аренды перешёл в «Орландо Сити» на один год с опцией выкупа. 3 марта 2018 года в матче стартового тура сезона против «Ди Си Юнайтед» он дебютировал за свой новый клуб. В июне 2018 года «Орландо» активировал опцию выкупа Тарека по окончании срока аренды. 4 августа 2018 года в матче против «Нью-Инглэнд Революшн» он забил свой первый гол за «львов».
11 декабря 2018 года Тарек был обменян в «Нью-Йорк Ред Буллз» на пик четвёртого раунда супердрафта MLS 2019. 2 марта 2019 года в матче стартового тура сезона против «Коламбус Крю» он дебютировал за «Ред Буллз». 4 мая 2019 года в матче против «Лос-Анджелес Гэлакси» забил свой первый гол за «Ред Буллз». По итогам сезона 2019 Тарек был назван новоприбывшим игроком года «Нью-Йорк Ред Буллз». 20 декабря 2019 года Тарек подписал новый контракт с «Нью-Йорк Ред Буллз».
9 сентября 2021 года было анонсировано возвращение Тарека в египетскую «Эль-Гуну» по свободному трансферу с 20%-ной комиссией за продажу в будущем.
После того как «Эль-Гуна» выбыла из египетской Премьер-лиги, в сентябре 2022 года Тарек перешёл в «Аль-Масри», подписав с клубом трёхлетний контракт до конца сезона 2024/25. В январе 2023 года Тарек покинул «Аль-Масри», расторгнув контракт по обоюдному согласию сторон.
27 января 2023 года Тарек вернулся в MLS, подписав контракт с клубом «Остин» на сезон 2023 с опцией продления на сезон 2024. За «Остин» он дебютировал 7 марта в первом матче ⅛ финала Лиги чемпионов КОНКАКАФ 2023 против гаитянского «Виолетта». 26 июля «Остин» отчислил Тарека, осуществив выкуп его гарантированного контракта.

## Международная карьера
28 марта 2017 года в товарищеском матче против сборной Того Тарек дебютировал за сборную Египта.